# Reggie Hearn
Reggie Christian Hearn (Fort Wayne, 14 agosto 1991) è un ex cestista statunitense.

## Carriera
Dopo aver giocato a livello NCAA con la Northwestern University dal 2009 al 2013 si dichiara eleggibile al Draft NBA 2013, ma non viene selezionato da nessuna franchigia.
Così dal 2013 inizia a giocare in NBA Development League con gli Idaho Stampede.
Successivamente si trasferisce ai Reno Bighorns, con i quali disputa due stagioni e mezzo prima di firmare un two-way contract con i Detroit Pistons.
Con la franchigia del Michigan esordisce nella NBA il 5 febbraio 2018, nella vittoria contro i Portland Trail Blazers.
Gioca ancora il 9 marzo e l'11 aprile, in entrambi i casi contro gli Chicago Bulls.
Nel frattempo continua a disputare la D-League con i Grand Rapids Drive, franchigia affiliata ai Pistons.
Nel 2018 si accasa agli Stockton Kings, con i quali trascorre una stagione prima di cambiare nuovamente e trasferirsi ai South Bay Lakers, franchigia affiliata ai Los Angeles Lakers.

### Nazionale
Nel 2017 prende parte, con la Nazionale USA, al FIBA AmeriCup 2017, vincendo la medaglia d'oro.
Fra il 2018 ed il 2019 prende parte anche alle Qualificazioni della FIBA World Cup 2019; le prestazioni avute in tale manifestazione gli valgono la nomina di USA Basketball Male Athlete of the Year.

## Statistiche

### College
| Anno     | Squadra             | PG | PT | MP   | TC%  | 3P%  | TL%  | RP  | AP  | PRP | SP  | PP   |
| -------- | ------------------- | -- | -- | ---- | ---- | ---- | ---- | --- | --- | --- | --- | ---- |
| 2009-10  | Northwest. Wildcats | 13 | 0  | 1,9  | 50,0 | 50,0 | 0    | 0,2 | 0,2 | 0   | 0   | 0,4  |
| 2010-11  | Northwest. Wildcats | 19 | 0  | 2,5  | 38,5 | 33,3 | 87,5 | 0,2 | 0,2 | 0,1 | 0,1 | 1,0  |
| 2011-12  | Northwest. Wildcats | 33 | 33 | 26,1 | 48,6 | 37,1 | 78,7 | 3,7 | 1,3 | 0,7 | 0,3 | 7,4  |
| 2012-13  | Northwest. Wildcats | 30 | 30 | 33,0 | 44,1 | 33,6 | 73,5 | 4,6 | 1,5 | 1,2 | 0,4 | 13,4 |
| Carriera | Carriera            | 95 | 63 | 20,2 | 45,7 | 35,3 | 75,2 | 2,8 | 1,0 | 0,6 | 0,2 | 7,1  |

### NBA
| Anno     | Squadra         | PG | PT | MP  | TC%  | 3P%  | TL% | RP | AP | PRP | SP | PP  |
| -------- | --------------- | -- | -- | --- | ---- | ---- | --- | -- | -- | --- | -- | --- |
| 2017-18  | Detroit Pistons | 3  | 0  | 2,3 | 50,0 | 50,0 | 0   | 0  | 0  | 0   | 0  | 1,0 |
| Carriera | Carriera        | 3  | 0  | 2,3 | 50,0 | 50,0 | 0   | 0  | 0  | 0   | 0  | 1,0 |

### NBA Development League
| Anno     | Squadra          | PG  | PT  | MP   | TC%  | 3P%  | TL%  | RP  | AP  | PRP | SP  | PP   |
| -------- | ---------------- | --- | --- | ---- | ---- | ---- | ---- | --- | --- | --- | --- | ---- |
| 2013-14  | Idaho Stampede   | 41  | 36  | 27,7 | 38,2 | 29,2 | 69,4 | 4,4 | 1,0 | 0,9 | 0,3 | 8,6  |
| 2014-15  | Idaho Stampede   | 15  | 3   | 18,3 | 39,1 | 37,7 | 86,7 | 2,1 | 0,8 | 0,5 | 0,1 | 6,7  |
| 2014-15  | Reno Bighorns    | 15  | 1   | 17,7 | 37,8 | 30,8 | 92,3 | 3,2 | 0,7 | 0,6 | 0,3 | 6,1  |
| 2015-16  | Reno Bighorns    | 40  | 22  | 25,8 | 46,1 | 44,2 | 78,2 | 4,3 | 1,3 | 0,6 | 0,5 | 11,5 |
| 2016-17  | Reno Bighorns    | 42  | 38  | 31,5 | 45,3 | 44,2 | 71,4 | 5,2 | 1,1 | 0,7 | 0,2 | 13,5 |
| 2017-18  | Reno Bighorns    | 14  | 10  | 30,7 | 42,9 | 38,6 | 78,8 | 4,6 | 1,4 | 0,7 | 0,1 | 14,7 |
| 2017-18  | G. Rapids Drive  | 12  | 11  | 34,7 | 41,7 | 35,1 | 91,7 | 5,2 | 1,7 | 0,8 | 0,2 | 14,8 |
| 2018-19  | Stockton Kings   | 40  | 29  | 28,3 | 42,9 | 40,8 | 87,3 | 4,5 | 1,5 | 0,3 | 0,2 | 11,4 |
| 2019-20  | South Bay Lakers | 44  | 33  | 31,1 | 46,3 | 42,2 | 82,4 | 3,8 | 2,3 | 0,7 | 0,2 | 12,7 |
| Carriera | Carriera         | 271 | 183 | 28,0 | 43,4 | 40,4 | 79,6 | 4,3 | 1,4 | 0,6 | 0,3 | 11,3 |

### Cronologia presenze e punti in Nazionale
| Cronologia completa delle presenze e dei punti in Nazionale - Stati Uniti | Cronologia completa delle presenze e dei punti in Nazionale - Stati Uniti | Cronologia completa delle presenze e dei punti in Nazionale - Stati Uniti | Cronologia completa delle presenze e dei punti in Nazionale - Stati Uniti | Cronologia completa delle presenze e dei punti in Nazionale - Stati Uniti | Cronologia completa delle presenze e dei punti in Nazionale - Stati Uniti | Cronologia completa delle presenze e dei punti in Nazionale - Stati Uniti | Cronologia completa delle presenze e dei punti in Nazionale - Stati Uniti |
| Data                                                                      | Città                                                                     | In casa                                                                   | Risultato                                                                 | Ospiti                                                                    | Competizione                                                              | Punti                                                                     | Note                                                                      |
| ------------------------------------------------------------------------- | ------------------------------------------------------------------------- | ------------------------------------------------------------------------- | ------------------------------------------------------------------------- | ------------------------------------------------------------------------- | ------------------------------------------------------------------------- | ------------------------------------------------------------------------- | ------------------------------------------------------------------------- |
| 28-08-2017                                                                | Montevideo                                                                | Stati Uniti                                                               | 97 - 56                                                                   | Panama                                                                    | Americas Ch'ship 2017 - Fase a gironi                                     | 7                                                                         | [ 1 ]                                                                     |
| 29-08-2017                                                                | Montevideo                                                                | Uruguay                                                                   | 66 - 74                                                                   | Stati Uniti                                                               | Americas Ch'ship 2017 - Fase a gironi                                     | 15                                                                        | [ 2 ]                                                                     |
| 30-08-2017                                                                | Montevideo                                                                | Stati Uniti                                                               | 72 - 56                                                                   | Rep. Dominicana                                                           | Americas Ch'ship 2017 - Fase a gironi                                     | 4                                                                         | [ 3 ]                                                                     |
| 2-09-2017                                                                 | Córdoba                                                                   | Stati Uniti                                                               | 90 - 62                                                                   | Isole Vergini Americane                                                   | Americas Ch'ship 2017 - Semifinale                                        | 10                                                                        | [ 4 ]                                                                     |
| 3-09-2017                                                                 | Córdoba                                                                   | Argentina                                                                 | 76 - 81                                                                   | Stati Uniti                                                               | Americas Ch'ship 2017 - Finale                                            | 14                                                                        | [ 5 ]                                                                     |
| 23-11-2017                                                                | Orlando                                                                   | Stati Uniti                                                               | 85 - 78                                                                   | Porto Rico                                                                | Qual. Mondiali 2019                                                       | 17                                                                        | [ 6 ]                                                                     |
| 26-11-2017                                                                | Greensboro                                                                | Stati Uniti                                                               | 91 - 55                                                                   | Messico                                                                   | Qual. Mondiali 2019                                                       | 6                                                                         | [ 7 ]                                                                     |
| 28-06-2018                                                                | Città del Messico                                                         | Messico                                                                   | 78 - 70                                                                   | Stati Uniti                                                               | Qual. Mondiali 2019                                                       | 10                                                                        | [ 8 ]                                                                     |
| 1-07-2018                                                                 | L'Avana                                                                   | Cuba                                                                      | 62 - 93                                                                   | Stati Uniti                                                               | Qual. Mondiali 2019                                                       | 16                                                                        | [ 9 ]                                                                     |
| 17-09-2018                                                                | Panama                                                                    | Panama                                                                    | 48 - 78                                                                   | Stati Uniti                                                               | Qual. Mondiali 2019                                                       | 12                                                                        | [ 10 ]                                                                    |
| 29-11-2018                                                                | La Rioja                                                                  | Argentina                                                                 | 80 - 63                                                                   | Stati Uniti                                                               | Qual. Mondiali 2019                                                       | 9                                                                         | [ 11 ]                                                                    |
| 2-12-2018                                                                 | Montevideo                                                                | Uruguay                                                                   | 70 - 78                                                                   | Stati Uniti                                                               | Qual. Mondiali 2019                                                       | 5                                                                         | [ 12 ]                                                                    |
| 22-02-2019                                                                | Greensboro                                                                | Stati Uniti                                                               | 111 - 80                                                                  | Panama                                                                    | Qual. Mondiali 2019                                                       | 8                                                                         | [ 13 ]                                                                    |
| 25-02-2019                                                                | Greensboro                                                                | Stati Uniti                                                               | 84 - 83                                                                   | Argentina                                                                 | Qual. Mondiali 2019                                                       | 4                                                                         | [ 14 ]                                                                    |
| Totale                                                                    |                                                                           | Presenze                                                                  | 14                                                                        |                                                                           | Punti                                                                     | 137                                                                       |                                                                           |

## Palmarès
- USA Basketball Male Athlete of the Year (2018)